# قصر الأسقف (بورتو)

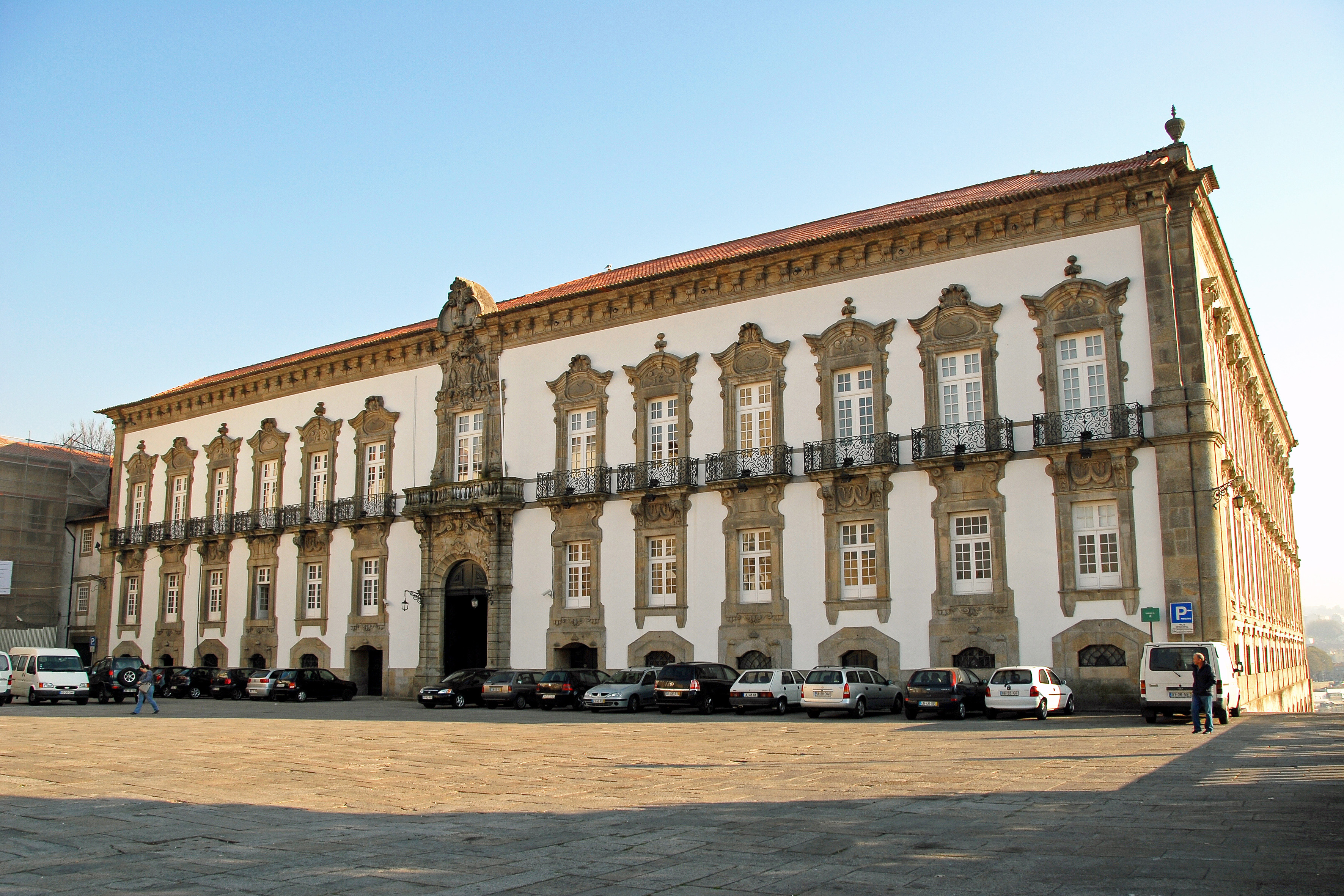
قصر الأسقف في بورتو.

قصر الأسقف في بورتو هو المقر السابق لأساقفة مدينة بورتو، في البرتغال. يقع القصر على ارتفاعات عالية، بالقرب من كاتدرائية بورتو، ويهيمن على أفق المدينة. وهو جزء من المركز التاريخي لمدينة بورتو، وهو من مواقع التراث العالمي لليونسكو. القصر هو مثال على عمارة الباروك والروكوكو في المدينة.